# José Luis Represas Carrera
José Luis Represas Carrera (Xinzo (Ponteareas), 1970) is een Spaans componist, dirigent en saxofonist.

## Levensloop
Represas Carrera was al in jonge jaren als saxofonist lid van de Banda de Música "Xuvenil" de Xinzo toen onder leiding van José Guillén Lorenzo. Hij studeerde aan het Conservatorio Superior de Música de Vigo in Vigo. Aldaar studeerde hij saxofoon. Vervolgens studeerde hij compositie aan het Conservatorio Superior de Música de A Coruña. Zijn studies voltooide hij aan het Fontys Conservatorium te Tilburg. Zijn leraren waren onder andere Pedro Pirfano Zambrano, Enrique García Asensio, Teodoro Aparicio Barberán (HaFa- en orkestdirectie), Daniel Defayet, Pedro Iturralde en Jean Pennings (saxofoon).
Vervolgens werd hij docent voor saxofoon aan de stedelijke muziekschool te A Coruña.
Als solo saxofonist tred hij in 1990 de Banda Municipal de A Coruña bij.
In 1986 werd hij dirigent van de Banda de Música de O Rosal en is oprichter van een groep voor kamermuziek, die de naam van de componist Reveriano Soutullo draagt. Van 1991 tot 1995 was hij dirigent van de Banda de Música Asociación Cultural Unión Musical Ponteledesma, verder van de Banda de Música Popular de Muimenta de Lalín, de Banda de Música de Santa Cruz de Ribadulla, de Banda de Música Cultural de Salceda de Caselas, de Banda de Música Municipal de Silleda van 2004 tot 2.006 en tegenwoordig ook van de Agrupación Instrumental "Harmonia" de Boqueixón (A Coruña) en de Banda de Música Unión Cultural Campo Lameiro. Met de Banda de Música Municipal de Silleda won hij in 2005 tijdens het Certamen de Bandas de Música "Deputación Provincial de Pontevedra" in de sectie "Especial" een 1e prijs met lof.
Als componist schreef hij werken voor harmonieorkest.

## Composities

### Werken voor banda (harmonieorkest)
- 2003 Caballeros de Santiago, Rápsodia galega voor harmonieorkest[1][2]
- Cascarexa - Muñeira con gaita (samen met: E. Campos)
- Concert, voor trompet en banda sinfónica (harmonieorkest)
  1. Montes de Xinzo
  2. Cantos de Nai
  3. Danza Quebrada
- Crema de Whisky (samen met: E. Campos)
- En Homenaxe, paso-doble[3]
- Fantasia popular (samen met: E. Campos)
- Montes de Xinzo
- Noitas de lua na praia, bolero  (samen met: E. Campos)
- Rotundo, paso-doble
- Rumba para Susi   (samen met: E. Campos)
- San Lourenzo de Muimenta
- Variacións sinfónicas para nenos, adicadas ó meu fillo Miguel (verplicht werk in de 1e sectie tijdens het "VIII Certame Provincial de Bandas de Música 'Deputación de Pontevedra'" in 2008)
- Xinzo, paso-doble
- Xota de Nicolás, Jota